# Phaonia subpalpata
Phaonia subpalpata är en tvåvingeart som beskrevs av Fang, Li och Deng 1986. Phaonia subpalpata ingår i släktet Phaonia och familjen husflugor.
Artens utbredningsområde är Sichuan (Kina). Inga underarter finns listade i Catalogue of Life.